# Mercedes W16
De Mercedes-AMG F1 W16 E Performance, afgekort algemeen bekend als Mercedes W16 is een Formule 1-auto die gebruikt wordt door het Formule 1-team van Mercedes in het seizoen 2025. De auto is de opvolger van de Mercedes W15 en werd onthuld op 18 februari 2025 in de O2 Arena in Londen. De W16 wordt bestuurd door George Russell en Kimi Antonelli, respectievelijk voor hun vierde en eerste seizoen bij het team.

## Resultaten
| Kleur   | Resultaat                       |
| ------- | ------------------------------- |
| Goud    | Winnaar                         |
| Zilver  | Tweede plaats                   |
| Brons   | Derde plaats                    |
| Groen   | Gefinisht (punten behaald)      |
| Blauw   | Gefinisht (geen punten behaald) |
| Blauw   | Niet geklasseerd (NC)           |
| Paars   | Uitgevallen (DNF)               |
| Rood    | Niet gekwalificeerd (DNQ)       |
| Zwart   | Gediskwalificeerd (DSQ)         |
| Wit     | Niet gestart (DNS)              |
| Blanco  | Gewond (INJ)                    |
| Blanco  | Uitgesloten (EX)                |
| Blanco  | Teruggetrokken (WD)             |
| Blanco  | Niet deelgenomen                |
| 1, 2, 3 | Sprint positie (punten behaald) |
| P       | Poleposition                    |
| S       | Snelste ronde                   |

| Jaar | Chassis en banden | Motor                                         | Coureurs       | 1   | 2   | 3   | 4   | 5   | 6   | 7   | 8   | 9   | 10  | 11  | 12  | 13  | 14  | 15  | 16  | 17  | 18  | 19  | 20  | 21  | 22  | 23  | 24  | Punten | WK-plaats |
| ---- | ----------------- | --------------------------------------------- | -------------- | --- | --- | --- | --- | --- | --- | --- | --- | --- | --- | --- | --- | --- | --- | --- | --- | --- | --- | --- | --- | --- | --- | --- | --- | ------ | --------- |
| 2025 | Mercedes W16 P    | Mercedes-AMG F1 M16 TurboMax E Performance V6 |                | AUS | CHN | JPN | BHR | SAR | MIA | EMI | MON | SPA | CAN | OOS | GBR | BEL | HON | NED | ITA | AZE | SIN | VST | MXS | SAP | LSV | QAT | ABU | 236*   | 3*        |
| 2025 | Mercedes W16 P    | Mercedes-AMG F1 M16 TurboMax E Performance V6 | George Russell | 3   | 43  | 5   | 4   | 3   | 43  | 7   | 11  | 4   | 1PS | 5   | 10  | 5   | 3S  |     |     |     |     |     |     |     |     |     |     | 236*   | 3*        |
| 2025 | Mercedes W16 P    | Mercedes-AMG F1 M16 TurboMax E Performance V6 | Kimi Antonelli | 4   | 76  | 6S  | 5   | 7   | 76  | DNF | 18  | DNF | 3   | DNF | DNF | 16S | 10  |     |     |     |     |     |     |     |     |     |     | 236*   | 3*        |

* Seizoen loopt nog.